# 深井拓斗
深井 拓斗（ふかい たくと、1997年9月10日 - ）は、石川県羽咋市出身で、高砂部屋所属の現役大相撲力士。本名同じ。身長180.5cm、体重135.4kg、血液型はA型。最高位は東幕下4枚目（2023年11月場所）。

## 来歴

### 入門前
羽咋市立富永小学校（現・羽咋市立瑞穂小学校）2年次から、地元の羽咋道場で相撲を始めた。6年次にわんぱく相撲全国大会に出場している。金沢市立鳴和中学校3年次には全国中学校相撲選手権大会で団体・個人共に優勝して中学生横綱のタイトルを獲得した。中学校卒業後は、金沢市立工業高校に進学した。団体戦では2年次に高校総体、十和田大会、弘前大会で優勝、3年次にも金沢大会と国体少年の部で優勝を経験した。個人戦では2年次に全国高等学校相撲選抜大会で優勝、3年次に十和田大会で2位入賞した。
高校卒業後は東洋大学に進学した。1年次に全日本相撲選手権大会で個人準優勝を経験。決勝で当時中央大学4年の矢後（本名：矢後太規）に敗れてアマチュア横綱のタイトルは獲得できず、羽咋市のインタビューでは「正直、決勝の舞台まで進むことができたのに、優勝できなかったのは悔しいです。しかし、このような大舞台で実力が出せて“できすぎ”だとも思っています。」と、準優勝という成績への感想を述べている。全日本選手権には4年生の時まで毎年出場し、2年次には16強入りしている。学生選手権では2年次に団体優勝と個人ベスト16、4年次に団体準優勝と個人ベスト8の成績を残した。

### 入門後
大学卒業後は、母親の後押しもあって大相撲入りを決断し、高校と大学の先輩である朝志雄（村田）、朝乃若（寺沢）も所属する高砂部屋に入門した。2019年度の学生選手権で個人ベスト8という実績から三段目最下位（100枚目）格付出で入門することが承認され、2020年3月場所で初土俵を踏んだ。初土俵同期生には北青鵬らがいる。デビュー2場所目の同年7月場所で三段目優勝をしている。翌9月場所からは幕下に定着。入門後初めて準ご当所名古屋での開催となった2021年7月場所は右肘を痛めている状況から場所中には更に肋骨も痛めて負け越し、場所後には新型コロナウイルス感染の影響で体重減少などの困難にも見舞われたが、翌9月場所は7戦全勝で幕下優勝を飾った。翌11月場所は3勝3敗で迎えた7番目の相撲で初めて十両の土俵に上がったが、美ノ海に敗れて3勝4敗と負け越した。

## 主な成績

### 通算成績
2025年7月場所終了現在
- 通算成績：117勝103敗4休（32場所）

### 各段優勝
- 幕下優勝：1回（2021年9月場所）
- 三段目優勝：1回（2020年7月場所）

### 場所別成績
| | 一月場所 初場所（東京） | 三月場所 春場所（大阪） | 五月場所 夏場所（東京） | 七月場所 名古屋場所（愛知） | 九月場所 秋場所（東京） | 十一月場所 九州場所（福岡） |
| --- | ----------------------- | ----------------------- | ----------------------- | --------------------------- | ----------------------- | --------------------------- |
| 2020年 （令和2年） | x                       | 三段目付出100枚目 5–2   | 感染症拡大 により中止   | 東三段目67枚目 優勝 7–0     | 西幕下41枚目 5–2        | 東幕下25枚目 3–4            |
| 2021年 （令和3年） | 西幕下37枚目 5–2        | 西幕下24枚目 5–2        | 東幕下12枚目 2–5        | 東幕下27枚目 2–5            | 東幕下43枚目 優勝 7–0   | 西幕下4枚目 3–4             |
| 2022年 （令和4年） | 西幕下8枚目 4–3         | 東幕下5枚目 3–4         | 東幕下9枚目 3–3–1       | 西幕下14枚目 1–6            | 東幕下41枚目 5–2        | 西幕下27枚目 4–3            |
| 2023年 （令和5年） | 西幕下21枚目 2–5        | 西幕下40枚目 6–1        | 東幕下17枚目 4–3        | 西幕下12枚目 4–3            | 西幕下8枚目 4–3         | 東幕下4枚目 2–5             |
| 2024年 （令和6年） | 西幕下12枚目 3–4        | 西幕下19枚目 3–4        | 東幕下23枚目 5–2        | 東幕下13枚目 3–4            | 東幕下20枚目 2–5        | 西幕下35枚目 4–3            |
| 2025年 （令和7年） | 東幕下27枚目 4–3        | 東幕下19枚目 3–4        | 西幕下25枚目 4–3        | 西幕下18枚目 0–4–3          | x                       | x                           |
| 各欄の数字は、「勝ち-負け-休場」を示す。 優勝 引退 休場 十両 幕下 三賞：敢=敢闘賞、殊=殊勲賞、技=技能賞 その他：★=金星 番付階級：幕内 - 十両 - 幕下 - 三段目 - 序二段 - 序ノ口 幕内序列：横綱 - 大関 - 関脇 - 小結 - 前頭（「#数字」は各位内の序列） |                         |                         |                         |                             |                         |                             |

## 改名歴
- 深井 拓斗（ふかい たくと）2020年3月場所 -